# Кобяков, Борис Ильич
Бори́с Ильи́ч Кобяко́в (24 июля 1900 — 25 мая 1965) — советский военачальник, командир 56-го гвардейского кавалерийского полка (14-я гвардейская кавалерийская дивизия, 7-й гвардейский кавалерийский корпус, 1-й Белорусский фронт). Герой Советского Союза (27 февраля 1945).

## Биография
Родился 24 июля 1900 в селе Ореховка (ныне — Петровский район Ставропольского края) в многодетной семье крестьянина-бедняка. В 1904-1910 годах жил в городе Дербент. В 1913 году окончил церковно-приходскую школу, работал по найму в торговой лавке. В 1916 бежал на фронт, участвовал в боях.
В 1918 был призван на службу в Рабоче-крестьянскую Красную Армию. Член РКП(б) с 1919. Участвовал в боях Гражданской войны против войск генерала А. И. Деникина на Северном Кавказе, при отступлении частей 11-й армии на Астрахань в феврале 1919 попал в плен. Белогвардейским военно-полевым судом был приговорён к четырём годам лишения свободы, отбывал наказание в ставропольской тюрьме.  В октябре 1919 – октябре 1920 служил рядовым караульной роты базы снабжения в белогвардейской армии (в Херсонской губернии и Крыму), в боях не участвовал. С ноября 1920 – снова в Красной Армии. В сентябре 1921 – феврале 1922 обучался на 22-х кавалерийских курсах в городе Каменка Пензенской губернии, в 1923 окончил Казанские кавалерийские курсы, во время обучения в мае-ноябре 1922 участвовал в боях с  басмачами в районе Бухары (Узбекистан). С 1923 года служил командиром взводов 9-го и 30-го кавалерийских полков (в Северо-Кавказском военном округе). В 1925-1926 участвовал в ликвидации бандформирований в Ингушетии, Чечне и Дагестане. В 1926 экстерном окончил Ленинградское кавалерийское училище.
До 1933 года продолжал службу в кавалерии помощником командира эскадрона, командиром взвода, командиром эскадрона и начальником полковой школы в Северо-Кавказском военном округе. В 1934 окончил Новочеркасские курсы усовершенствования командного состава и был переведён заместителем начальника штаба (позднее – начальник штаба) кавалерийского полка Особой кавалерийской дивизии в Московский военный округ. В марте 1938 был переведён в Закавказский военный округ и в июле арестован за превышение власти и исключён из партии. Был осуждён на 2 года лишения свободы, в октябре 1938 – июле 1940 отбывал наказание в Беломорско-Балтийском исправительно-трудовом лагере в Карелии. В июле 1940 – июле 1941 работал военруком в Московском электромеханическом техникуме.
С июля 1941 занимался формированием подразделений московского народного ополчения. С августа 1941 – на фронтах Великой Отечественной войны, восстановлен в звании майора и назначен начальником разведывательного отделения штаба 18-й стрелковой дивизии ( (с января 1942 – 11-й гвардейской) в составе 61-го стрелкового корпуса 20-й армии Западного фронта до марта 1942. С марта 1942 – начальник оперативного отдела штаба 7-го кавалерийского корпуса, в июне-августе 1942 – командир 84-го кавалерийского полка 55-й кавалерийской дивизии, в августе-ноябре 1942 – командир 294-го кавалерийского полка 112-й Башкирской кавалерийской дивизии. В октябре 1941 был ранен в голову, в ноябре 1942 получил ранение в грудь и до декабря 1943 находился в госпитале. В 1944 восстановлен в партии.

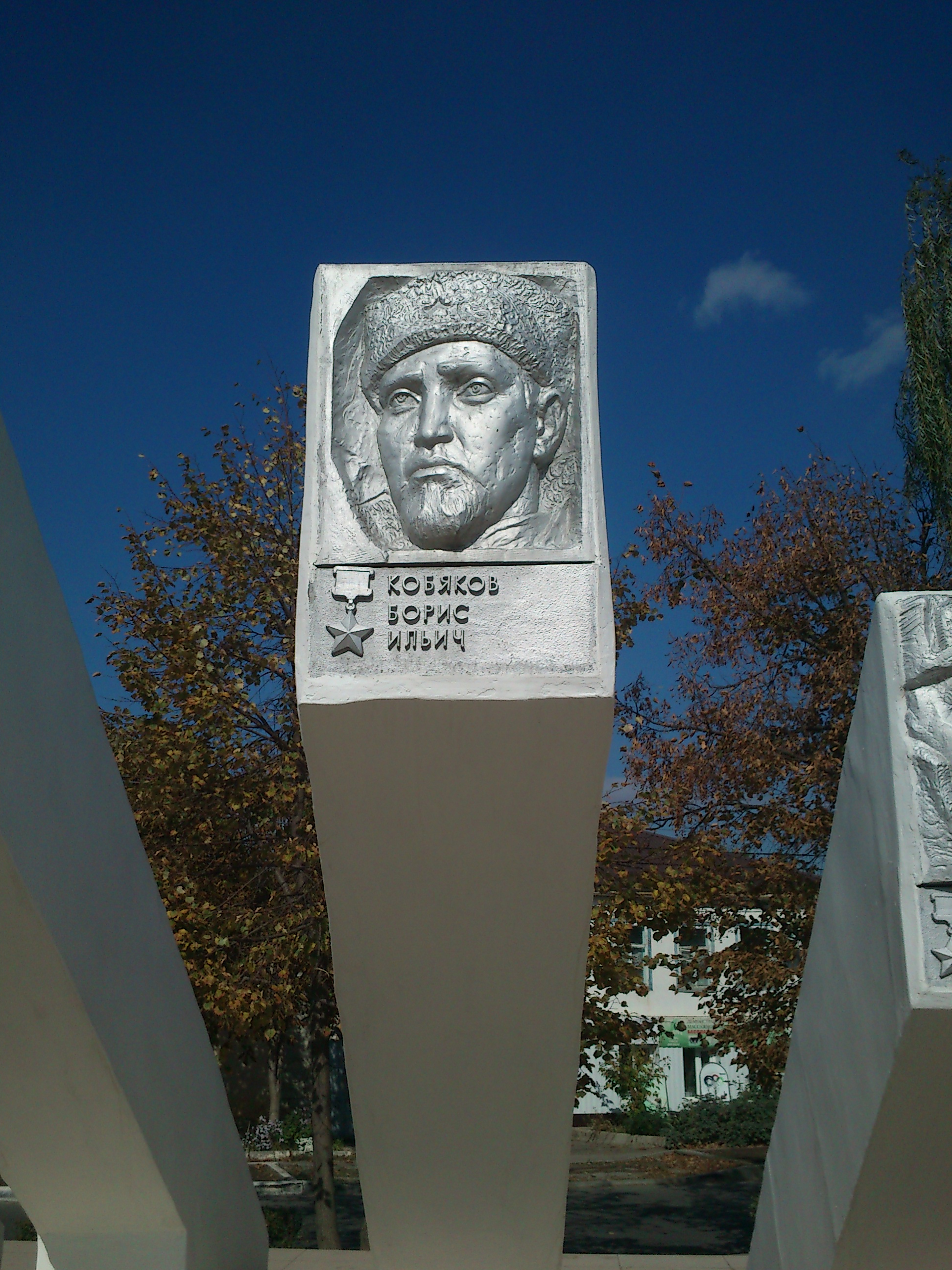
Барельеф на Аллее Славы в Светлограде

С февраля 1944 года — командир 58-го гвардейского кавалерийского полка 16-й гвардейской кавалерийской дивизии. С января 1945 командовал 56-м гвардейским кавалерийским полком 14-й гвардейской кавалерийской дивизии 7-го гвардейского кавалерийского корпуса 1-го Белорусского фронта. Его полк участвовал в наступлении с Пулавского плацдарма, нанеся ряд неожиданных ударов по войскам противника. 29 января 1945 года полк Кобякова переправился через Одер по льду в районе населённого пункта Приттаг (ныне — Пшиток), выбил противника из двух линий траншей, преодолел минные заграждения и ценой больших потерь удержал плацдарм.
Указом Президиума Верховного Совета СССР от 27 февраля 1945 года гвардии подполковник Борис Ильич Кобяков был удостоен звания Героя Советского Союза с вручением ордена Ленина и медали «Золотая Звезда».
С мая 1945 года из-за болезни находился на излечении в госпитале. 
В 1946 году был уволен в запас. Проживал в 1946-1951 в селе Высоцкое Ставропольского края, затем в Москве. 
Скончался в 1965 году от сердечного приступа. Похоронен на Ваганьковском кладбище (15 уч.).
Был также награждён тремя орденами Красного Знамени, орденом Кутузова 3-й степени, рядом медалей.
Был женат (жена – урождённая Анна Александровна Галкина), имел дочь Светлану (1929 г.р.) и сына Бориса (1931 г.р.).